# 奇納克拉
奇納克拉（西班牙語：Chinacla），是洪都拉斯的城鎮，位於該國西南部，由拉巴斯省負責管轄，始建於1791年，面積57.5平方公里，海拔高度1,290米，2001年人口5,823，人口密度每平方公里101.27人。
14°10′N 88°00′W / 14.167°N 88.000°W